# Ozarba albocostaliata
Ozarba albocostaliata là một loài bướm đêm trong họ Noctuidae.